# Wahlbezirk Österreich unter der Enns 38
Der Wahlbezirk Österreich unter der Enns 38 war ein Wahlkreis für die Wahlen zum Abgeordnetenhaus im österreichischen Kronland Österreich unter der Enns. Der Wahlbezirk wurde 1907 mit der Einführung der Reichsratswahlordnung geschaffen und bestand bis zum Zusammenbruch der Habsburgermonarchie.

## Geschichte
Nachdem der Reichsrat im Herbst 1906 das allgemeine, gleiche, geheime und direkte Männerwahlrecht beschlossen hatte, wurde mit 26. Jänner 1907 die große Wahlrechtsreform durch Sanktionierung von Kaiser Franz Joseph I. gültig. Mit der neuen Reichsratswahlordnung schuf man insgesamt 516 Wahlbezirke, wobei mit Ausnahme Galiziens in jedem Wahlbezirk ein Abgeordneter im Zuge der Reichsratswahl gewählt wurde. Der Abgeordnete musste sich dabei im ersten Wahlgang oder in einer Stichwahl mit absoluter Mehrheit durchsetzen. Der Wahlkreis Österreich unter der Enns 38 umfasste die Gemeinden Mistelbach, Bruck an der Leitha, Hainburg an der Donau, Zistersdorf, Feldsberg, Poysdorf, Laa an der Thaya, Oberhollabrunn und Retz.
Aus der Reichsratswahl 1907 ging Albert Gessmann (Christlichsoziale Partei) als Sieger hervor. Er setzte sich im ersten Wahlgang mit 56 Prozent durch. Bei der Reichsratswahl 1911 verlor Gessmann sein Mandat jedoch an den deutsch-freiheitlichen Kandidaten Rudolf Wedra, der 52 Prozent der Stimmen in der Stichwahl auf sich vereinen konnte.

## Wahlen

### Reichsratswahl 1907
Die Reichsratswahl 1907 wurde am 14. Mai 1907 (erster Wahlgang) durchgeführt. Die Stichwahl entfiel auf Grund der absoluten Mehrheit von Albert Gessmann im ersten Wahlgang.
| Kandidat                                                                     | Partei                             | Wahlkreis- stimmen | Stimmen- anteil |
| ---------------------------------------------------------------------------- | ---------------------------------- | ------------------ | --------------- |
| Albert Gessmann                                                              | Christlichsoziale Partei           | 3485               | 55,9 %          |
| Dr. Kolisko                                                                  | Deutsche Volkspartei               | 1424               | 22,8 %          |
| Franz Bretschneider                                                          | Sozialdemokratische Arbeiterpartei | 1256               | 20,2 %          |
| Sonstige                                                                     |                                    | 67                 | 1,1 %           |
| Wahlberechtigte: 6656, Ungültige/Leere Stimmen: 121, Wahlbeteiligung: 95,4 % |                                    |                    |                 |

### Reichsratswahl 1911
Die Reichsratswahl 1911 wurde am 13. Juni 1911 (erster Wahlgang) sowie am 20. Juni 1911 (Stichwahl) durchgeführt.

#### Erster Wahlgang
| Kandidat                                                                     | Partei                             | Wahlkreis- stimmen | Stimmen- anteil |
| ---------------------------------------------------------------------------- | ---------------------------------- | ------------------ | --------------- |
| Albert Gessmann                                                              | Christlichsoziale Partei           | 3032               | 46,1 %          |
| Rudolf Wedra                                                                 | deutsch-freiheitlicher Kandidat    | 2433               | 37,0 %          |
| Adolf Laser                                                                  | Sozialdemokratische Arbeiterpartei | 1085               | 16,5 %          |
|                                                                              | Sonstige                           | 27                 | 0,4 %           |
| Wahlberechtigte: 7026, Ungültige/Leere Stimmen: 160, Wahlbeteiligung: 95,9 % |                                    |                    |                 |

#### Stichwahl
| Kandidat                                                              | Partei                          | Wahlkreis- stimmen | Stimmen- anteil |
| --------------------------------------------------------------------- | ------------------------------- | ------------------ | --------------- |
| Rudolf Wedra                                                          | deutsch-freiheitlicher Kandidat | 3477               | 52,3 %          |
| Albert Gessmann                                                       | Christlichsoziale Partei        | 3138               | 47,4 %          |
| Wahlberechtigte: 7026, Ungültige Stimmen: 88, Wahlbeteiligung: 95,4 % |                                 |                    |                 |